# Пуля Полева
Пуля Полева — широко распространённая в странах бывшего СССР пуля для гладкоствольного охотничьего оружия, названная по имени её создателя Виктора Владимировича Полева (1944-2018 гг). Принадлежит к стрелочному типу пуль — представляет собой свинцовый поражающий элемент, соединённый с пластмассовым хвостовиком; для улучшения обтюрации и лучшего прохождения пули по каналу ствола на свинцовую головную часть надевается пластмассовый контейнер, отделяющийся от пули после её вылета из ствола. Пуля существует в нескольких вариантах.

## Общий вид
Пуля Полева состоит из трёх частей:
1. Пуля, изготовляемая из свинцового сплава. Существуют варианты пули из стали или латуни. Пуля имеет коническую форму, в её донной части — стержень, предназначенный для посадки пули в пластмассовый хвостовик.
2. Хвостовик, или пыж-стабилизатор, изготовленный из пластмассы (обычно полиэтилена высокого давления), в передней цилиндрической части которого имеется глухое отверстие под центральный стержень пули. При выстреле свинцовая головная часть под воздействием перегрузки плотно вжимается в хвостовик, так что не отделяется от него даже при попадании в цель. На стабилизаторе сконструированы наклонные рёбра, которые, по замыслу конструкторов, должны придавать пуле вращение в полёте (в последних вариантах пули рёбер обычно 6[1]). Хвостовик также играет роль обтюратора.
3. Контейнер, состоящий из двух половинок, надевается на головную часть пули и вводится в гильзу при снаряжении. Внутренняя поверхность контейнера выполнена по форме головной части пули. Утолщённая нижняя часть опирается в рёбра хвостовика. При покидании ствола контейнер разделяется на две половинки и отлетает от пули[2][3].

## История создания
Разработка пули относится к началу 1980-х годов. В 1983 году инженер Кировского завода охотничьего и рыболовного снаряжения Росохотрыболовсоюза Виктор Владимирович Полев подал просьбу провести испытания разработанной и изготовленной им новой пули, в которой неизбежная деформация свинцовой пули при выстреле использовалась для прочного закрепления её на пыже-стабилизаторе. Первоначально пуля имела авторское название «Виктория».
Пуля сразу была положительно воспринята охотниками. Впоследствии автором пули были созданы ещё две её модификации (пули Полева-2 и Полева-3), имеющие меньший диаметр головной части, изменённый хвостовик и отделяющийся пыж-обтюратор. У третьей модификации головная часть плоская, с экспансивной пустотой, облегчающей деформацию при попадании.
К настоящему времени появились ещё несколько разных модификаций пули Полева, созданных другими разработчиками.

## Особенности и применение
Пуля Полева широко применяется в странах бывшего СССР для охоты на крупную дичь — прежде всего, кабана, лося и медведя. По данным разработчиков, пуля Полева во всех её вариантах является, вероятно, лучшей среди всех советских/российских пуль для гладкоствольного оружия по точности боя. При условии качественного изготовления и правильного снаряжения патрона эта пуля обеспечивает уверенный выстрел на 100, 120 и даже 150 м. Высокая скорость пули придаёт ей весьма настильную траекторию, что также является значительным преимуществом по сравнению с другими пулями для гладкоствольных ружей. Дульная энергия пули — 2500…3000 Дж достаточна для уверенного поражения копытной дичи на всех дистанциях стрельбы из гладкоствольного оружия. Даже авторы, разработавшие и продвигавшие на рынок другие типы пуль, называли пулю Полева в числе наиболее удачных.
При всех достоинствах пули Полева она обладает и определёнными недостатками. В первую очередь к ним относится слишком малый вес пули — так, свинцовая часть пули 12 калибра весит только 28-29 г, что отрицательно сказывается на поражающей способности (пуля Майера или пуля Бреннеке 12 калибра весят 33-35 г). Экспансивная пустота в головной части пули у некоторых её модификаций даёт усиление поражающего действия только на близких дистанциях.
Кроме того, пуля Полева плохо подходит для стрельбы в зарослях, высокой траве и т. д. — задевая даже за незначительные препятствия, она сильно отклоняется. Этот недостаток отчасти устранён в модификациях пули, выполненных из более твёрдого, чем свинец материала (стали или латуни). При низких температурах окружающего воздуха выстрел этой пулей также может оказаться неполноценным из-за потери эластичности пластмассового хвостовика.
К недостаткам можно отнести и то, что наличие пластмассовых деталей и сложная форма пули делают практически невозможным её изготовление в домашних условиях.
Обычная цена пули Полева по состоянию на конец 2024 года — 82 руб. за штуку.